# سیارک ۱۰۰۰۸
سیارک ۱۰۰۰۸ (به انگلیسی: 10008 Raisanyo، نامگذاری:1977DT2) ده هزار و هشتمین سیارک کشف شده‌است که در ۱۸ فوریه ۱۹۷۷ کشف شد.
قدر مطلق سیارک برابر ۲۴٫۵ است.